# El giravolt de maig

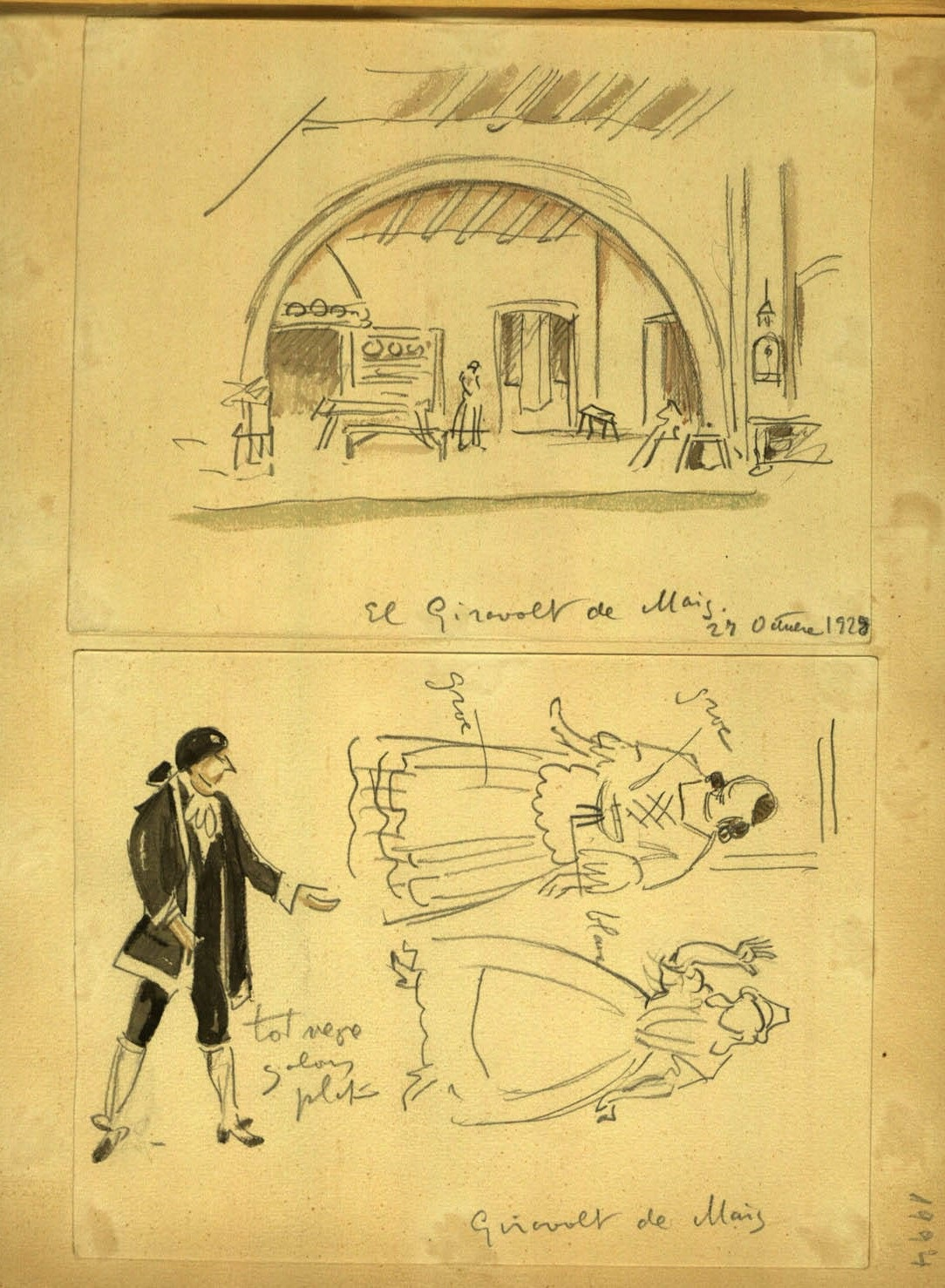
Illustration

El giravolt de maig (titre original en catalan; littéralement La cabriole de mai) est un opéra comique en un acte sur une musique de Eduard Toldrà, un livret de Josep Carner et des décors de Xavier Nogués. Il a été créé au Palais de la musique catalane de Barcelone, le 27 octobre 1928. Plus tard il a été joué au Grand théâtre du Liceu de Barcelone le 12 avril 1938. C'est un panégyrique ironique sur le retour à l'ordre après être passé par les tentations du changement et l'aventure.

## Enregistrements
L'opéra a été enregistré dans le cadre de l'Antología histórica de la música catalana par Anna Ricci, Bartomeu Bardagí, Raimon Torres et Francesca Callao, entre autres. En 2008 est sortie une nouvelle version chez Harmonia Mundi sous la direction de Antoni Ros-Marbà avec les voix de Núria Rial, Marisa Martins, David Alegret, Joan Cabero et autres. 	